# کازاک‌های دن

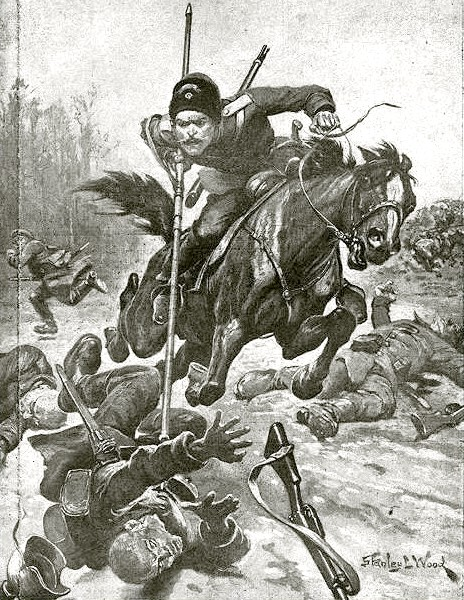
یک کازاک دن در جنگ جهانی اول در یک یورش به تنهایی ۱۱ سرباز آلمانی را از پا درآورد. طرحی از استنلی وود در اشاره به این رویداد.

کازاک‌های دن (روسی: донские казаки) کازاک‌های ساکن کرانه‌های میانه و پایین رودخانه دن هستند. کازاک‌های دن، قدرت نظامی مهمی محسوب می‌شدند. آن‌ها نقش مهمی در شکل‌گیری امپراتوری روسیه داشته و در تمامی جنگ‌های مهم این کشور شرکت داشتند.
رمان معروف دن آرام اثر میخائیل شولوخف به زندگی این مردمان اختصاص دارد.